# 柴田勝豊
柴田 勝豊（しばた かつとよ）は、戦国時代から安土桃山時代にかけての武将、大名。織田家宿老の柴田勝家の甥でその養子となり、越前丸岡城主のちに近江長浜城主を務めたが、勝家との不和から離反して羽柴秀吉に属した。

## 略歴
生年不詳。柴田勝家の姉の子で、実子がいなかった勝家の養子となった。実父は勝家老臣の吉田次兵衛とも渋川八右衛門（一説に吉田次兵衛の子）ともいう。佐久間盛政・柴田勝政・佐久間勝之兄弟は従兄弟にあたる。
天正元年（1573年）頃から勝家に従っており、洛中での活動の褒美で銀515匁を受け取った。
天正4年（1576年）、越前移封に伴い、勝家は居城北ノ庄城の支城である丸岡城の城主に勝豊を置いた。『武家事紀』によれば4万5,000石を領したという。

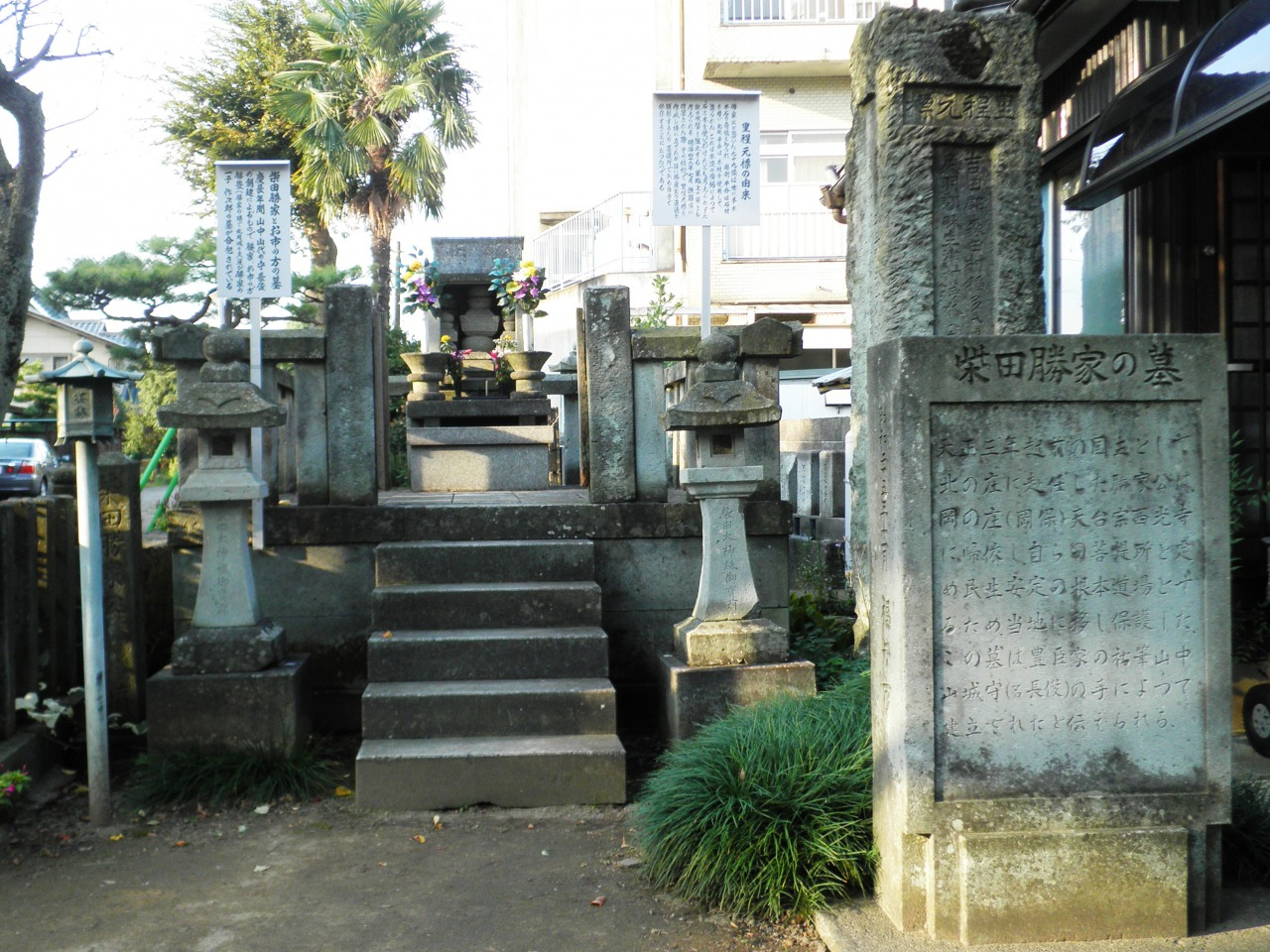
福井県福井市の西光寺にある柴田勝家の墓には、お市の方、勝家の一子作次郎とともに、勝豊も合祀されている。

天正9年（1581年）、織田信長の京都御馬揃えには、勝家は勝政と勝豊を連れて上洛して、二人を連れて信長を訪問している。
天正10年（1582年）6月、本能寺の変後、清洲会議で勝家はライバルの羽柴秀吉の旧領であった北近江を獲得して、長浜城に勝豊を入れ置いた。領国経営として、同年8月24日、湖北三郡（坂田郡・浅井郡・伊香郡）に対して徳政令を発布、家臣・大澤次郎左衛門尉に阿閉貞大の旧領を与えたり、竹生島への寄進などをしている。ところが、勝敏（権六）は一説には勝家の実子といい、実子の誕生により養子の勝豊は嗣子としての資格を失い、勝家に疎んじられるようになったこと、さらに同じ甥の立場であった佐久間盛政が勝家に重用されることに不満があった。同年12月9日、羽柴秀吉が大軍をもって城を囲むと、勝豊はさしたる抵抗もなく秀吉に降り、長浜城を羽柴方に明け渡した。すでに勝豊は病んでいた様子で、開城後すぐに京都で療養。
天正11年（1583年）の賤ヶ岳の戦い当時も勝豊は病気療養で京都にいて参戦できなかったが、家臣山路正国と大鐘藤八を代理として養父勝家との戦いに参戦させた。この勝家への明白な裏切りは『天正記』にあるように遺恨が両者の間にあった可能性がある。

療養中、勝豊は丹羽長秀の使いの見舞いを受けたり、秀吉が遣わした医者・古瀬法眼や曲直瀬道三の診察を受けたりしていたが、賤ヶ岳の戦いの直前、天正11年（1583年）4月16日に死去した。京都東山の東福寺（臨済宗）で没したとされるが、中島孝治は京都本法寺が勝豊の療養地であるから菩提寺は本法寺の可能性が高いとする別説を述べている。

## 家臣
- 山路正国[13]
- 亀田高綱[14]